# Ловреч
Ловреч (хорв. Lovreć) — населений пункт і громада в Сплітсько-Далматинській жупанії Хорватії.

## Населення
Населення громади за даними перепису 2011 року становило 1699 осіб, 1 з яких назвала рідною українську мову. Населення самого поселення становило 585 осіб.
Динаміка чисельності населення громади:
Динаміка чисельності населення центру громади:

## Населені пункти
Крім поселення Ловреч, до громади також входять: 
- Добринче
- Медов Долаць
- Опанці
- Студенці

## Клімат
Середня річна температура становить 11,23 °C, середня максимальна – 24,69 °C, а середня мінімальна – -3,18 °C. Середня річна кількість опадів – 940 мм.
| Клімат поселення                              | Клімат поселення | Клімат поселення | Клімат поселення | Клімат поселення | Клімат поселення | Клімат поселення | Клімат поселення | Клімат поселення | Клімат поселення | Клімат поселення | Клімат поселення | Клімат поселення | Клімат поселення |
| Показник                                      | Січ.             | Лют.             | Бер.             | Квіт.            | Трав.            | Черв.            | Лип.             | Серп.            | Вер.             | Жовт.            | Лист.            | Груд.            |                  |
| Середній максимум, °C                         | 8,15             | 8,52             | 11,88            | 15,59            | 20,04            | 23,93            | 24,69            | 24,64            | 20,42            | 16,29            | 11,30            | 8,49             |                  |
| Середня температура, °C                       | 2,48             | 2,85             | 6,23             | 9,92             | 14,39            | 18,26            | 20,49            | 20,43            | 16,22            | 12,08            | 7,08             | 4,28             |                  |
| Середній мінімум, °C                          | −3,18            | −2,82            | 0,56             | 4,26             | 8,72             | 12,58            | 16,28            | 16,23            | 12,02            | 7,88             | 2,87             | 0,08             |                  |
| Норма опадів, мм                              | 79               | 70               | 73               | 79               | 63               | 63               | 43               | 56               | 80               | 106              | 124              | 104              |                  |
| Середньомісячна швидкість вітру, м/с          | 2.88             | 3.27             | 3.31             | 3.07             | 2.72             | 2.44             | 2.40             | 2.31             | 2.60             | 2.73             | 3.26             | 3.36             |                  |
| Середньомісячна сонячна радіація, кДж/м²·день | 5577             | 8200             | 11916            | 16126            | 19793            | 22480            | 24271            | 21428            | 16010            | 10523            | 6020             | 4734             |                  |
| --------------------------------------------- | ---------------- | ---------------- | ---------------- | ---------------- | ---------------- | ---------------- | ---------------- | ---------------- | ---------------- | ---------------- | ---------------- | ---------------- | ---------------- |
| Джерело:                                      |                  |                  |                  |                  |                  |                  |                  |                  |                  |                  |                  |                  |                  |